# Karshomyia orientalis
Karshomyia orientalis är en tvåvingeart som beskrevs av Sharma och Rao 1978. Karshomyia orientalis ingår i släktet Karshomyia och familjen gallmyggor. Inga underarter finns listade i Catalogue of Life.